# 秋田県道314号濁川上岩川線
秋田県道314号濁川上岩川線（あきたけんどう314ごう にごりかわかみいわかわせん）は、秋田県能代市から山本郡三種町に至る一般県道である。

## 概要
能代市二ツ井町濁川字菅ノ沢で秋田県道294号仙ノ台桧山線から分岐し南進、三種町上岩川字小新沢で秋田県道37号琴丘上小阿仁線に至る。当路線の半分は未改良区間で、センターラインのない道幅が狭い山道になっている。冬季は市町境界部分に閉鎖区間がある。

### 路線データ
- 総延長 : 10.060 km[2]
- 実延長 : 10.060 km[2]
- 起点 : 秋田県能代市二ツ井町濁川字菅ノ沢32番12地先（秋田県道294号仙ノ台桧山線交点）[3]北緯40度7分5.5秒 東経140度12分5秒
- 終点 : 秋田県山本郡三種町上岩川字小新沢101番地先（秋田県道37号琴丘上小阿仁線交点）[3]北緯40度2分38.62秒 東経140度11分6.39秒
- 未供用区間 : なし[2]

## 歴史
- 1995年（平成7年）4月1日 - 秋田県道に認定される[3]。

## 路線状況

### 冬季閉鎖区間
- 区間 : 能代市二ツ井町釜谷 - 三種町上岩川小新沢[4]
  - 期日 : 12月上旬 - 翌年5月[5]

### 交通不能区間
- なし[6]

## 地理

### 通過する自治体
- 能代市 - 山本郡三種町

### 交差する道路
| 施設名 | 接続路線名                 | 備考 | 所在地                     |
| ------ | -------------------------- | ---- | -------------------------- |
|        | 秋田県道294号仙ノ台桧山線  | 起点 | 能代市二ツ井町濁川字菅ノ沢 |
|        | 秋田県道37号琴丘上小阿仁線 | 終点 | 山本郡三種町上岩川字小新沢 |